# Högsäters pastorat
Högsäters pastorat var ett flerförsamlingspastorat ett pastorat i Dalslands kontrakt i Karlstads stift i Svenska kyrkan. Pastoratet ligger i Färgelanda kommun i Västra Götalands län. Från 2020 till 2022 utgjorde det ett enförsamlingspastorat. Pastoratet uppgick 2022 i Färgelanda-Högsäters pastorat.
Pastoratskod var 091011

## Ingående församlingar[1]
- Högsäters församling
- Järbo-Råggärds församling uppgick 2020 i Högsäters församling
- Rännelanda-Lerdals församling uppgick 2020 i Högsäters församling